# Согорнский сельсовет
Согорнский сельсовет — сельское поселение в Доволенском районе Новосибирской области Российской Федерации.
Административный центр — село Согорное.

## История
Статус и границы сельского поселения установлены Законом Новосибирской области от 2 июня 2004 года № 200-ОЗ «О статусе и границах муниципальных образований Новосибирской области»

## Население
| 2002 | 2010 | 2012 | 2013 | 2014 | 2015 | 2016 |
| ---- | ---- | ---- | ---- | ---- | ---- | ---- |
| 1413 | ↘999 | ↘992 | ↗993 | ↘981 | ↘967 | ↘933 |
| 2017 | 2018 | 2019 | 2020 | 2021 |      |      |
| ↘914 | ↘885 | ↘862 | ↘844 | ↘808 |      |      |

## Состав сельского поселения
| № | Населённый пункт | Тип населённого пункта       | Население |
| - | ---------------- | ---------------------------- | --------- |
| 1 | Брянский         | посёлок                      | ↘133      |
| 2 | Согорное         | село, административный центр | ↘866      |